# Plavsko jezero
Plavsko jezero je jezero u sjeveroistočnoj Crnoj Gori, u općini Plav. Jezero je ledenjačko i smješteno je između planina Prokletija i Visitor na nadmorskoj visini od 906 m i pruža se u smjeru sjever-jug u dužini oko 2.160 m. Prosječna širina jezera je 920, a najveća dubina 9 metara.